# Ser-Odyn Wandan
Ser-Odyn Wandan, meist nur Wandan oder S. Wandan (mongolisch Сэр-Одын Вандан, ᠰᠡᠷ ᠡᠳᠡᠢᠨ ᠪᠠᠩᠳᠠᠨ; * in Ar-Asgat, Töw-Aimag, Mongolei) ist ein mongolischer Sänger und Jatga-Musiker, der seit mehreren Jahrzehnten in der Mongolei sehr bekannt ist. Mit seiner Ehefrau Dembereliin Dulamsüren tritt er als Duo Wandan & Dulamsüren auf.

## Jugend und Familie
Wandan stammt aus dem Sum Ugtaaltsaidam (mong. Угтаалцайдам сум), Töw-Aimag. Er wurde im Sum-Hauptort Ar-Asgat (mong. Ар-Асгат) geboren. Seine Eltern waren Viehzüchter, der Großvater der erste Vorsitzende der Ugtaaltsaidam-Sum-Gewerkschaft. Seine Kindheit verbrachte Wandan im Sum Lün (Töw-Aimag, mong. Лүн сум). Nach dem Schulabschluss 1973 wurde Wandan für drei Jahre zur Armee eingezogen.
1976 lernte er die Musikerin Dembereliin Dulamsüren kennen, 1977 heirateten sie, der erste Sohn kam 1978 zu Welt. Während Wandan und Dulamsüren zu Auftritten reisten, kümmerte sich Dulamsürens Mutter um die Kinder, solange diese klein waren. Beide Söhne schlossen später eine Gesangsausbildung an der SUIS (mong. СУИС) ab. Der ältere, Badsarragtschaa (mong. Базаррагчаа), trat zeitweilig als Sänger auf. Wandangiin Battulga (mong. Вандангийн Баттулга) wurde freiberuflicher Künstler und ist als Sänger inzwischen einem größeren Publikum in der Mongolei bekannt. Die Schwiegertöchter sind professionelle Tänzerinnen.

## Künstlerischer Werdegang
Im Herbst 1973 sang Wandan während der Kunstprüfung seiner Klasse in der Volksmusikgruppe das Lied „Aldraichan tschi mijn“ (mong. Алдрайхан чи минь), das auch später zum festen Repertoire des Duos gehörte. Im gleichen Jahr zur Armee eingezogen, diente er als Soldat in einer Militäreinheit mit künstlerischem und Sportprofil. Die Armeesänger hatten landesweit Auftritte, reisten z. B. regelmäßig zu städtischen und ländlichen Schulen. Wandan begann 1976 unmittelbar nach seiner Entlassung aus der Armee als angestellter Sänger im Kulturpalast des Töw-Aimag in Dsuunmod zu arbeiten. Dort unterrichtete der zu dieser Zeit landesweit bekannte Berufssänger Dagiiragtschaagiin Bandsragtsch (mong. Дагийрагчаагийн Банзрагч). Wandan war nach eigenen Angaben sein erster Schüler.
Bandsragtsch prägte Wandan nachhaltig. Er riet ihm zu weniger Nachahmung und einem Stil zwischen den berühmten mongolischen Sängern Peldscheegiin Adarsuren (mong. Пэлжээгийн Адарсүрэн) und Gombyn Tümendemberel (mong. Гомбын Түмэндэмбэрэл). Es war auch seine Idee, dass Wandan das Musizieren mit der Jatga erlernen und seinen Gesang damit begleiten sollte, was zu jener Zeit bei männlichen Bühnenkünstlern unüblich war.
Wandan lernte am Kulturpalast seine spätere Ehefrau Dulamsüren kennen, die als Musikerin  angestellt war. Nach einer Weile brachte Dulamsüren Wandan das Jatgaspiel bei und er begann, ihr seine Gesangserfahrungen weiterzugeben. Wandan und Dulamsüren standen 1977 zum ersten Mal gemeinsam auf der Bühne und sangen im Duett Utschran solgochyn örööl (mong. Учран золгохын ерөөл, übersetzt etwa: Ein Segen, sich getroffen zu haben).
1978 folgte Chanjsach dsajaa (mong. Ханьсах заяа, übersetzt „Eheschicksal“). Danach beschlossen sie, weiterhin gemeinsam aufzutreten. Zu dieser Zeit tourten die Künstler des Kulturpalastes mit einer großen Gruppe nach einer vom Kulturministerium vorgegebenen Route, die sich sogar als Standard etablierte. Deshalb fand die Idee eines Zwei-Personen-Konzerts keine große Unterstützung. Der Wille beider, gemeinsam aufzutreten, blieb jedoch ungebrochen. So gelang es ihnen 1979 unter dem Konzerttitel Volksliedmelodien (mong. Ардын ая дуу) aufzutreten.
Anfangs bereisten Wandan und Dulamsüren, die ihr ganzes Berufsleben beim heutigen Mongol Tuurgatan Theater (1952 bis 1982 Kulturpalast) in Dsuunmod angestellt blieben, mit ihren Liedern ihren eigenen Aimag und hatten manchmal vier bis fünf Auftritte pro Tag.
Das erste gemeinsame große Konzertprogramm, ebenfalls mit dem Titel Volksliedmelodien war 1981 und dem sechzigsten Jahrestag der Volksrevolution gewidmet. Es hatte insgesamt mehr als fünfzigtausend Besucher.
1982 traten sie beim großen zehntägigen Kunst- und Kulturfestival in der Hauptstadt Ulaanbaatar auf und bereisten in den Folgejahrzehnten das ganze Land. Dulamsüren führte akribisch Tagebuch über alle Tourneen, Auftritte, Ein- und Ausgaben und im Frühjahr 2024 resümierte sie: Wandan und Dulamsüren hatten eine Distanz zurückgelegt, die sechs Mal um die Welt reicht.
Sehr erfolgreich und von etlichen Künstlern in Coverversion aufgegriffen wurde 2011 das Lied Idschil dsaja (mong. Ижил заяа, übersetzt Gleiches Schicksal), das vom gemeinsamen langen Berufs- und Familienleben inspiriert worden war. Den gleichen Titel hatten das folgende Album und die spätere Konzertreihe.
Im Januar 2015 hatte das Paar angekündigt, nach der jährlichen Konzertreihe in Rente zu gehen. Dieses verschoben sie dann noch um ein weiteres Jahr auf 2017. In der Folgezeit kam es dennoch vielfach zu Auftritten, auch noch nach der COVID-19-Pandemie. In den Jahren 2023 und 2024 zog sich Wandan mehr von der Bühne zurück, gemeinsamer Gesang war häufiger ohne Jatga und Dulamsüren trat öfter solo auf.
Inhaltlich dominieren Lieder über Ehepartner und Familie das gesamte Schaffen des Duos. Stilistisch behielten sie stets eine starke Anlehnung an traditionelle mongolische Melodien und Harmonien. Die Texte ihrer Lieder sind häufig poetisch. Ihr Markenzeichen wurde der Duettgesang zum gemeinsamen Jatgaspiel. Heute haben sie unter den mongolischen Künstlern viele Nachfolger mit ähnlichem Konzept, teilweise sehr erfolgreich, wie Amarsaichan & Solongo (mong. Амарсайхан & Солонго) und Bochjscharga (mong. Бохьшарга). Auf der Bühne kleiden sich Wandan und Dulamsürens meist in Deels und Gutuls, ergänzt mit Hüten und Accessoires, die sich an der Kleidung verschiedener mongolischer Ethnien und Anlässe orientieren.
1990 schauspielerte Wandan im mongolischen Kinofilm Chün tschuluuny nulims (mong. Хүн чулууны нулимс), der die politischen Repressionen am Ende der 1930er Jahre in der Mongolei mittels Darstellung einer einzelnen Familiengeschichte thematisiert. Wandan verkörpert darin Dschurmed (mong. Журмэд).

## Auszeichnungen und Würdigungen (Auswahl)
- 1987 STA-Ehrenabzeichen des Kulturministeriums für Künstler (mong. СТА)[10]
- 1996 Verdienter Künstler der Mongolei (mong. МУГЖ)[2]
- 2007 zusammen mit Dulamsüren Erhalt des Ehrentitels Führendes Sängerduo des Jahrhunderts[1]
- 2021 Benennung des Kulturzentrums von Dsuunmod nach Wandan und Dulamsüren[11]
- 2023 Ehrenbürger des Töw-Aimag[12]